# Thaloe remotus
Espèce
Synonymes
- Anyphaena remota Bryant, 1948

Thaloe remotus est une espèce d'araignées aranéomorphes de la famille des Anyphaenidae.

## Distribution
Cette espèce est endémique de République dominicaine,. Elle se rencontre sur le mont Diego de Ocampo.

## Description
Le mâle holotype mesure 5,6 mm.

## Publication originale
- Bryant, 1948 : The spiders of Hispaniola. Bulletin of the Museum of Comparative Zoology, vol. 100, p. 331-459 (texte intégral).